# Dacorum
Dacorum ist ein Verwaltungsbezirk mit dem Status eines Borough in der Grafschaft Hertfordshire in England. Er umfasst unter anderem die Städte Hemel Hempstead, Berkhamsted und Tring.
Der Bezirk wurde am 1. April 1974 gebildet und entstand aus der Fusion von sieben kleineren Gebietskörperschaften, die im Wappen durch sieben Eichenblätter symbolisiert werden. Es handelt sich dabei um:
- Hemel Hempstead Municipal Borough
- Berkhamsted Urban District
- Tring Urban District
- Berkhamsted Rural District
- Hemel Hempstead Rural District
- Teile des St Albans Rural District
- Teile des Watford Rural District

Der Name des Bezirks ist Lateinisch und bedeutet "Gebiet der Dänen". Er wurde erstmals 1196 erwähnt und bezeichnet die südliche Grenze des Danelag, die durch den Fluss River Lea gebildet wurde. Nach der Gründung des Bezirks war Dacorum zunächst ein District und wurde am 1. April 1984 zum Borough erklärt. Partnerstadt von Dacorum ist Neu-Isenburg.

## Söhne und Töchter der Stadt
- Hayley Ladd (* 1993), walisische Fußballspielerin

Koordinaten: 51° 46′ N, 0° 32′ W